# Aurelià Festiu
Aurelià Festiu (en llatí Aurelianus Festivus) va ser un llibert de l'emperador Luci Domici Aurelià, que va escriure una història sobre l'emperador usurpador Firm (+ 375) en la que dona molts detalls de les extravagàncies de l'usurpador durant el seu període govern. En parla Flavi Vopisc a la Història Augusta.